# Isla Coronado
Isla Coronado, även känd som Isla Smith är en ö i Mexiko.   Den ligger i delstaten Baja California, i den nordvästra delen av landet, 1 800 km nordväst om huvudstaden Mexico City. Arean är 8,6 kvadratkilometer.
Terrängen på Isla Coronado är lite kuperad. Öns högsta punkt är 445 meter över havet. Den sträcker sig 6,8 kilometer i nord-sydlig riktning, och 3,8 kilometer i öst-västlig riktning.